# Castanotherium pyrrhomelanum
Castanotherium pyrrhomelanum är en mångfotingart som först beskrevs av Carl Graf Attems 1897.  Castanotherium pyrrhomelanum ingår i släktet Castanotherium och familjen Zephroniidae. Inga underarter finns listade i Catalogue of Life.